# Casa tubular

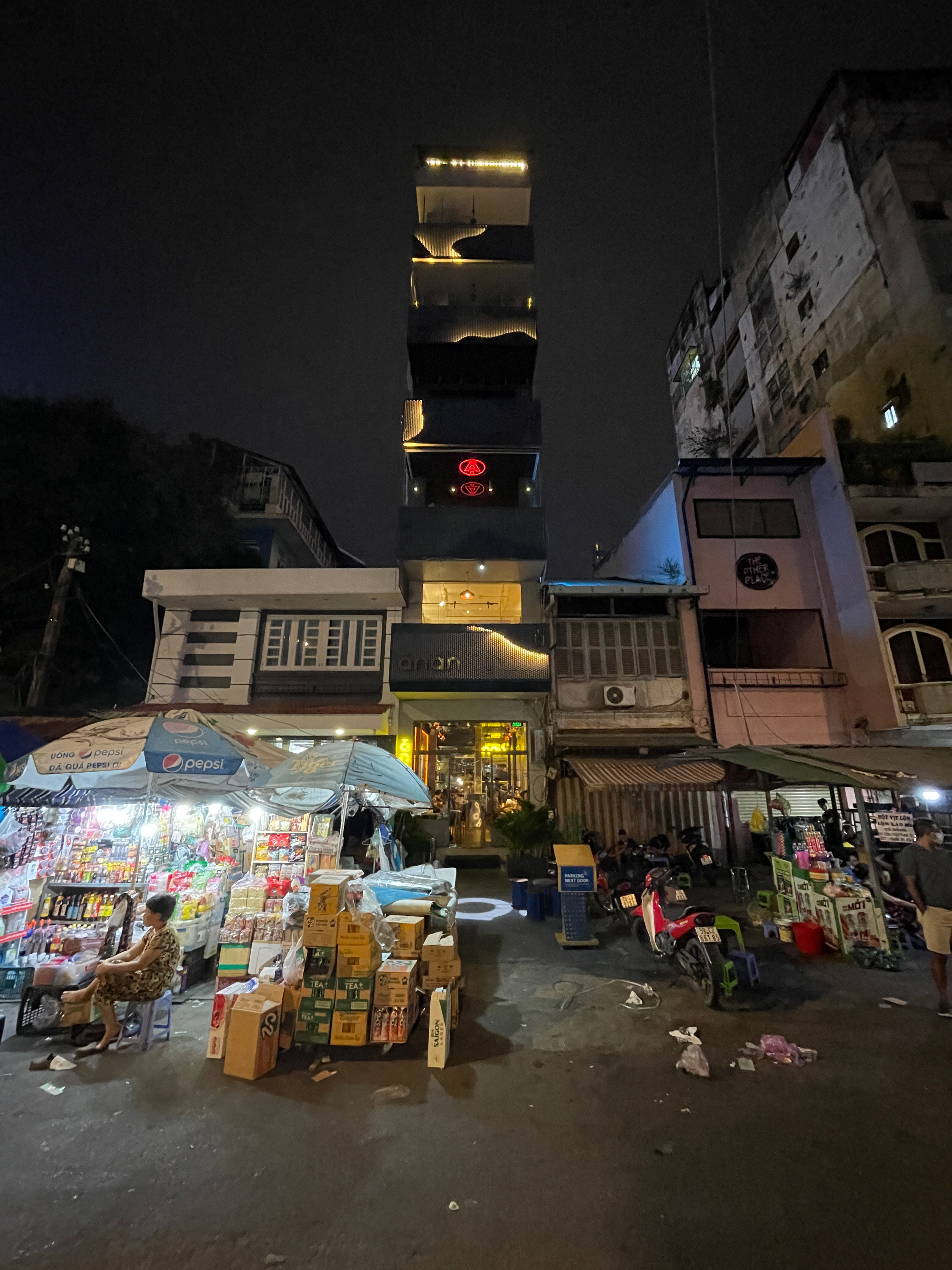
Uma casa tubular no Distrito 1 da Cidade de Ho Chi Minh

As casas tubulares (vietnamita: nhà ống) são uma forma arquitetónica vernácula de loja endémica do Vietname, caracterizada pela sua largura estreita e estrutura de vários andares. Comuns em todo o país, as casas tubulares proliferaram como resultado do espaço de construção limitado e de políticas de tributação de propriedade que avaliam apenas a largura do primeiro andar das casas. Em Hanói, as casas tubulares surgiram no final do século XIX.